# Potentilla soongarica
Potentilla soongarica är en rosväxtart som beskrevs av Aleksandr Andrejevitj Bunge. Potentilla soongarica ingår i Fingerörtssläktet som ingår i familjen rosväxter. Inga underarter finns listade i Catalogue of Life.